# Флатонія (Техас)
Флатонія (англ. Flatonia) — місто (англ. town) в США, в окрузі Файєтт штату Техас. Населення — 1308 осіб (2020).

## Географія
Флатонія розташована за координатами 29°41′19″ пн. ш. 97°6′22″ зх. д. / 29.68861° пн. ш. 97.10611° зх. д. (29.688534, -97.106227).  За даними Бюро перепису населення США в 2010 році місто мало площу 4,24 км², з яких 4,19 км² — суходіл та 0,04 км² — водойми.

### Клімат
| Клімат : Флатонія       | Клімат : Флатонія | Клімат : Флатонія | Клімат : Флатонія | Клімат : Флатонія | Клімат : Флатонія | Клімат : Флатонія | Клімат : Флатонія | Клімат : Флатонія | Клімат : Флатонія | Клімат : Флатонія | Клімат : Флатонія | Клімат : Флатонія | Клімат : Флатонія |
| Показник                | Січ.              | Лют.              | Бер.              | Квіт.             | Трав.             | Черв.             | Лип.              | Серп.             | Вер.              | Жовт.             | Лист.             | Груд.             | Рік               |
| Абсолютний максимум, °C | 30,0              | 33,3              | 36,7              | 37,2              | 37,2              | 37,8              | 38,9              | 42,2              | 40,0              | 37,8              | 32,8              | 30,6              | 41,7              |
| Середній максимум, °C   | 14,4              | 17,8              | 20,6              | 23,3              | 26,1              | 28,9              | 33,3              | 35,6              | 32,8              | 29,4              | 23,3              | 16,7              | 25,2              |
| Середній мінімум, °C    | 4,4               | 7,8               | 13,9              | 18,3              | 21,1              | 22,2              | 25,0              | 26,1              | 22,2              | 17,8              | 13,3              | 0,0               | 16,0              |
| Абсолютний мінімум, °C  | −15,6             | −11,1             | −10               | −1,1              | 6,1               | 10,0              | 15,0              | 12,2              | 8,3               | −5,6              | −12,2             | −16,1             | −16,1             |
| Норма опадів, мм        | 43                | 67                | 140               | 157               | 137               | 37                | 21                | 17                | 46                | 158               | 79                | 244               | 1463              |
| ----------------------- | ----------------- | ----------------- | ----------------- | ----------------- | ----------------- | ----------------- | ----------------- | ----------------- | ----------------- | ----------------- | ----------------- | ----------------- | ----------------- |
| Джерело: weather.com    |                   |                   |                   |                   |                   |                   |                   |                   |                   |                   |                   |                   |                   |

## Демографія
Згідно з переписом 2010 року, у місті мешкали 1383 особи в 515 домогосподарствах у складі 351 родини. Густота населення становила 326 осіб/км².  Було 599 помешкань (141/км²).
Расовий склад населення:
| - 76,8 % — білих - 6,0 % — чорних або афроамериканців - 1,7 % — корінних американців - 0,1 % — азіатів - 14,5 % — осіб інших рас |

До двох чи більше рас належало 0,9 %. Частка іспаномовних становила 46,5 % від усіх жителів.
За віковим діапазоном населення розподілялося таким чином: 27,1 % — особи молодші 18 років, 54,5 % — особи у віці 18—64 років, 18,4 % — особи у віці 65 років та старші. Медіана віку мешканця становила 40,0 року. На 100 осіб жіночої статі у місті припадало 94,2 чоловіків;  на 100 жінок у віці від 18 років та старших — 89,8 чоловіків також старших 18 років.
Середній дохід на одне домашнє господарство  становив 47 833 долари США (медіана — 40 398), а середній дохід на одну сім'ю — 54 256 доларів (медіана — 42 500). Медіана доходів становила 32 074 долари для чоловіків та 19 643 долари для жінок. За межею бідності перебувало 15,6 % осіб, у тому числі 13,3 % дітей у віці до 18 років та 23,7 % осіб у віці 65 років та старших.
Цивільне працевлаштоване населення становило 786 осіб. Основні галузі зайнятості: виробництво — 22,3 %, освіта, охорона здоров'я та соціальна допомога — 14,1 %, мистецтво, розваги та відпочинок — 12,8 %.